# هانس بيتر كيلر
هانس بيتر كيلر (بالألمانية: Hans Peter Keller)‏ هو كاتب وشاعر ألماني، ولد في 11 مارس 1915 في Rosellerheide ‏ في ألمانيا، وتوفي في 11 مايو 1988 في كارست في ألمانيا.